# Aslauga modesta
Aslauga modesta är en fjärilsart som beskrevs av Schultze och Aurivillius 1910/11. Aslauga modesta ingår i släktet Aslauga och familjen juvelvingar. Inga underarter finns listade i Catalogue of Life.